# 莫澳欣
莫澳欣（Karen Mo，20世纪8月2日—），广东电台音乐之声DJ.

## 音乐

### 单曲
- 2007年：友爱满分
- B2站见（与 麦子林 合唱）
- 我做我
- 最美的化身

### 专辑(Radio Lady组合)
| 專輯 # | 專輯名稱 | 專輯語言 | 發行日期 | 曲目                                                     |
| ------ | -------- | -------- | -------- | -------------------------------------------------------- |
| 1st    | 流星木马 | 中文     | 2008年   | 曲目 CD 1. 流星木马 2. 水果恋 3. 你的快乐课 4. Radio day |

## 主持节目

### 电台节目
- 2000-2008年：广东电台音乐之声 FM99.3 《天生快活人》
- 广东电台音乐之声 FM99.3 《体验达人》
- 2012.8.26：广东电台音乐之声 FM99.3 《国际音乐航线》

### 电视节目
- 广东电视台珠江频道《粤韵风华》
- 广东电视台公共频道《全民帮帮忙》
- 南方卫视《我爱返寻味》

## 综艺节目
- 广东电视台公共频道《十倍钱进》
- 广东电视台公共频道《五年级插班生之亚运至叻星》
- 2011年2月12日：广州电视台新闻频道《晚安广州》 - 轻弹浅唱珠江边

## 舞台剧
- 《假如生命剩下N小时》
- 2009年：《假如生命剩下N小时》第二部
- 2010年：《假如生命剩下N小时》第三部 - 《听日关注》
- 2012年：《暗恋有毒》
- 2012年：《1/4戏》

## 电视剧
- 广东电视台珠江频道《外来媳妇本地郎》 - 悉数家财

## 外部連結
- 莫澳欣 新浪微博 （页面存档备份，存于）
- 莫澳欣 新浪博客 （页面存档备份，存于）